# Jean Guiton
Jean Guiton (La Rochelle, 2 luglio 1585 – La Jarne, 15 marzo 1654) è stato un ammiraglio, politico e armatore francese.

## Biografia
Appartenente ad una famiglia di commercianti rochelais convertitisi al protestantesimo, suo nonno paterno Jacques, suo zio omonimo e suo padre erano stati sindaci della città. Jean si formò al mestiere di armatore come era tradizione per la sua famiglia e lavorò ai cantieri navali di La Rochelle dal 1600 al 1610. In quell'anno sposò Marguerite Prévost, figlia del sindaco della città, dalla quale ebbe cinque figli per poi morire nove anni più tardi. L'anno successivo alla morte della moglie, si risposò con Judith David, figlia del nuovo primo cittadino, Yves David, proprietario del possedimento di "Repose Pucelle" che lasciò a suo genero.
Il 5 settembre 1621 Jean Guiton venne nominato ammiraglio della flotta rochelaise. Col Blocco di La Rochelle, episodio precedente il grande assedio del 1628, Jean Guiton attaccò il 6 novembre 1621 la città di Brouage, dove si trovavano 25 navi della marina reale e le bloccò nel porto. Ma nell'ottobre del 1622, la flotta rochelaise venne sconfitta nella Battaglia navale di Saint-Martin-de-Ré.
Durante l'assedio della città, divenne sindaco di La Rochelle, il 2 maggio 1628. Egli accettò la carica, come ebbe a dichiarare: «perché si sarebbe trafitto il cuore prima di arrendersi». La leggenda narra che, pronunciando queste parole, estrasse il suo pugnale e lo gettò sul tavolo di marmo davanti al quale stava giurando così che chi volesse pugnalarlo lo facesse in quel momento, mentre la folla circostante esultò con un grido di gioia.
Egli oppose una resistenza energica se non eroica alle truppe di Luigi XIII sino alla capitolazione della città il 30 ottobre 1628, data alla quale scelse di esiliarsi a Londra. Di ritorno da Londra nel 1635, Richelieu gli assegnò il comando della flotta reale col titolo di capitano di vascello per combattere gli spagnoli. Il 22 agosto 1638 pese quindi parte alla Battaglia di Guetaria al comando di una nave incendiaria strappata ai turchi e con a bordo 100 uomini d'equipaggio.
Alla morte della sua seconda moglie dalla quale ancora non aveva avuto figli maschi, si risposò nel 1641 con Julie Bizet.
Nel 1647, intanto, sua figlia Suzanne sposò Jacob Duquesne, fratello minore del celebre ammiraglio ugonotto francese Abraham Duquesne. Jean Guiton sarà così nonno di Abraham Duquesne-Guitton.
Dopo un'esistenza tormentata, Guiton si ritirò nel suo dominio di Repose Pucelle (attuale comune di La Jarne) dove morì pacificamente nel 1654 con questa semplice iscrizione: « 15 marzo 1654. Jehan Guiton scudiero, signore di Repose-Pucelle, di 69 anni, qui venne sepolto». La sua sepoltura avvenne nel piccolo cimitero situato a breve distanza dalla città.

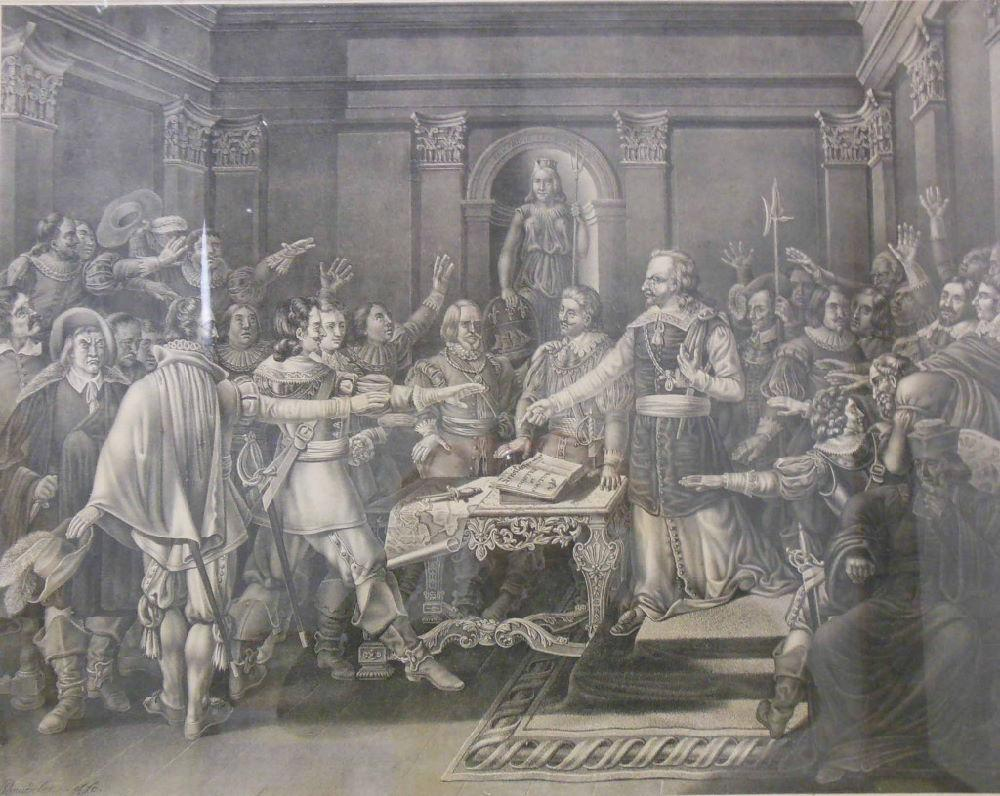
Jean Guiton all'Hôtel de Ville de La Rochelle, giura di difendere la città sino alla morte.
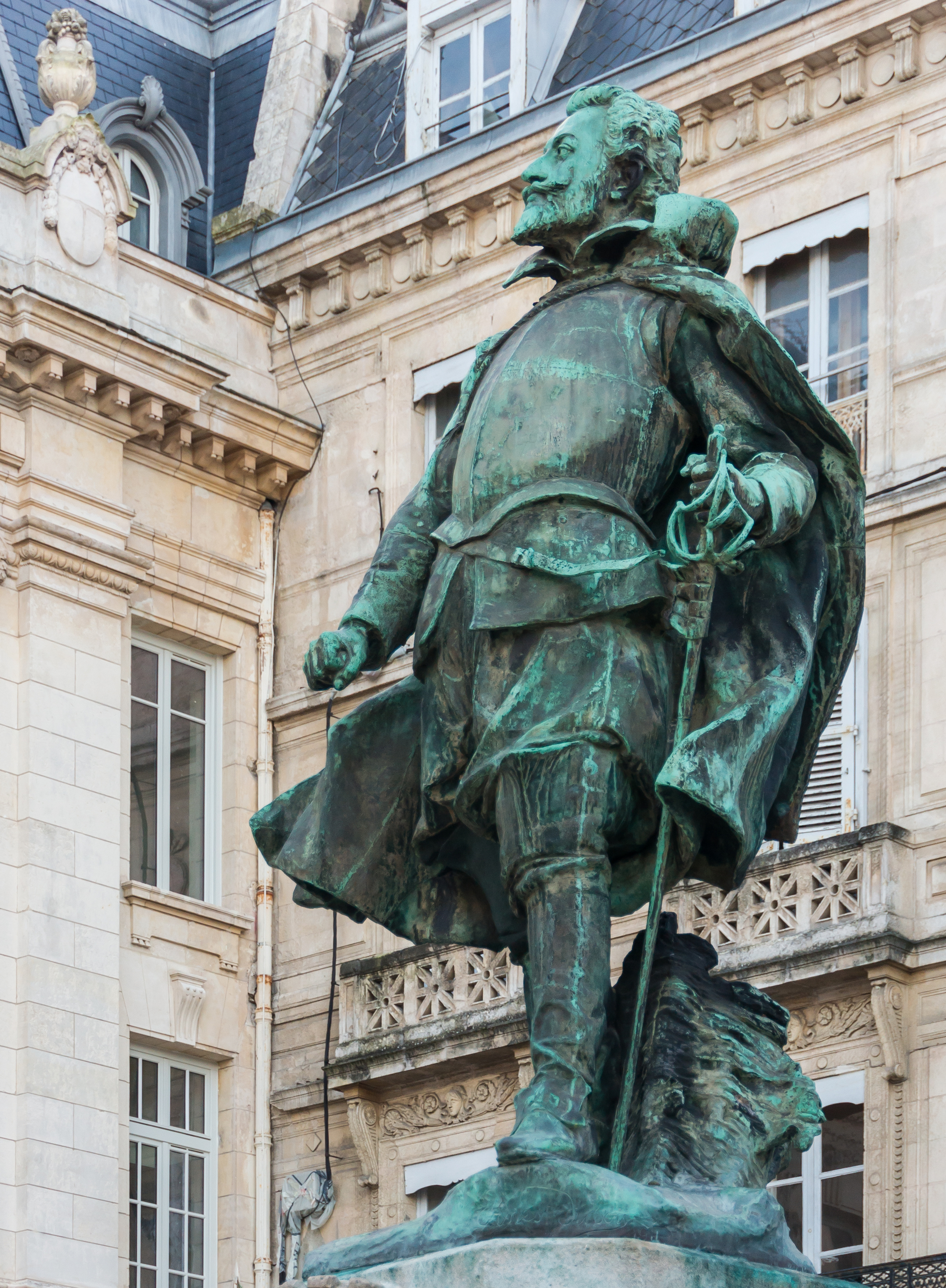
Statua di Jean Guiton nella piazza dell'Hôtel de ville de La Rochelle, opera di Ernest Henri Dubois (1863 - 1930).